# Merlach (Seßlach)
Merlach ist ein Gemeindeteil der oberfränkischen Stadt Seßlach im Landkreis Coburg.

## Geographie
Merlach liegt etwa 15 Kilometer westlich von Coburg an einem Nordhang oberhalb des Hellingergrundes. Die Gemarkungsgrenze entspricht im Norden der bayerischen Landesgrenze mit Thüringen. Die Kreisstraße CO 21 verbindet den Ort mit Dürrenried sowie Gleismuthhausen und Autenhausen.

## Geschichte
Merlach wurde erstmals 1290 urkundlich erwähnt, als der Würzburger Bischof Manegold unter anderem „villam Erlech“ an Karl von Heldritt verpfändete. Der Ort gehörte zum Hochstift Würzburg. Die Dorfherrschaft hatten die zur Reichsritterschaft gehörenden Herren von Lichtenstein und von Altenstein. 1802 wurde das Hochstift Würzburg säkularisiert.
Im Januar 1806 nahm Graf Joseph Carl die Tambacher Lande, zu denen auch Merlach gehörte, als reichsunmittelbare Grafschaft Ortenburg-Tambach in Besitz. Im Oktober 1806 wurde die Grafschaft mediatisiert. Von Dezember 1806 bis 1814 gehörte Merlach als Teil des Tambacher Landes zum Großherzogtum Würzburg. Nach dessen Auflösung wurde das Herrschaftsgericht Tambach dem Mainkreis zugeordnet. 1862 erfolgte die Eingliederung Merlachs in das neu geschaffene bayerische Bezirksamt Staffelstein.
1875 hatte das Dorf 94 Einwohner, 55 Gebäude und 17 Wohnhäuser. 11 Personen gehörten zum Kirchsprengel der römisch-katholischen Pfarrkirche in Autenhausen und 83 zu dem der evangelisch-lutherischen Pfarrkirche in Gemünda. 1925 hatte das Dorf 82 Einwohner und 19 Wohnhäuser. 81 Personen waren evangelisch-lutherisch und eine römisch-katholisch. Im Jahr 1987 hatte der Ort 93 Einwohner und 21 Wohnhäuser mit 25 Wohnungen.
Nach dem Zweiten Weltkrieg prägte bis 1989 die Lage an der innerdeutschen Grenze den Ort.
Am 1. Juli 1972 wurde der Landkreis Staffelstein aufgelöst. Seitdem gehört Merlach zum Landkreis Coburg. Im Zuge der bayerischen Gebietsreform verlor Merlach am 1. Mai 1978 seine Selbstständigkeit und wurde ein Gemeindeteil der Stadt Seßlach.
Größter Arbeitgeber ist die Mey Chair Systems GmbH mit rund 30 Beschäftigten am Stammsitz in Merlach, die sich auf die Entwicklung und Produktion von Arbeitsdrehstühlen, Stehhilfen und Hockern spezialisiert hat. Das Unternehmen wurde 1965 gegründet.

## Einwohnerentwicklung
| Jahr | Einwohnerzahl |
| ---- | ------------- |
| 1875 | 0000094       |
| 1900 | 0000087       |
| 1925 | 0000082       |
| 1950 | 0000116       |
| 1970 | 0000099       |
| 1987 | 0000093       |
| 2015 | 0000083       |
| 2025 | 0000078       |

## Sehenswürdigkeiten
In der Liste der Baudenkmäler in Merlach sind drei Baudenkmäler aufgeführt.
Siehe auch: Kommunbrauhaus (Merlach) und Gemeindebackhaus (Merlach)